# Hiérarchie des sources de droit en droit québécois
Pour un article plus général, voir Hiérarchie des normes.
En droit québécois, les auteurs de doctrine s'entendent sur le fait qu'il existe une hiérarchie des sources de droit bâtie en forme de pyramide kelsénienne.
- 1) la Constitution du Canada  trône au sommet. Viennent ensuite :
- 2) la loi;
- 3) les règlements;
- 4) la jurisprudence;
- 5) la doctrine
- 6) les principes généraux de droit
- 7) la coutume.

## Raisonnement qui sous-tend l'ordre de priorité
Il s'agit d'un ordre de priorité : ainsi la Constitution est en premier dans la pyramide en raison de la primauté de la constitution sur les lois en vertu de l'article 52 de la Loi constitutionnelle de 1982, les règlements sont en dessous des lois car ils ne peuvent être adoptés qu'en vertu de lois habilitantes d'après la Loi sur les règlements, la jurisprudence est au-dessus de la doctrine car l'autorité du juge est hiérarchiquement supérieure à celle du professeur de droit (mais en dessous des lois et des règlements). Les principes généraux de droit ont un caractère supplétif en cas d'insuffisance de la loi, de la jurisprudence et de la doctrine. Enfin, la coutume ne subsiste qu'à titre résiduaire lorsque les autres sources de droit sont incapables de parvenir à un résultat satisfaisant.

## Aucune hiérarchie entre les droits de la Charte
Par ailleurs, à l'intérieur même de la Charte canadienne des droits et libertés, qui fait partie de la Constitution du Canada en vertu de la Loi constitutionnelle de 1982 précitée, les juges de la Cour suprême du Canada ont refusé par principe d'établir une hiérarchie des droits entre les différents droits de la Charte. Dans l'arrêt Dagenais c. Société Radio-Canada, la Cour suprême a jugé qu'« il faut se garder d'adopter une conception hiérarchique qui donne préséance à certains droits au détriment d'autres droits, tant dans l'interprétation de la Charte que dans l'élaboration de la common law. Lorsque les droits de deux individus sont en conflit, comme cela peut se produire dans le cas d'une interdiction de publication, les principes de la Charte commandent un équilibre qui respecte pleinement l'importance des deux catégories de droits ».

## Primauté de règles juridiques et non pas de principes ou de valeurs
La primauté de la Charte est une primauté sur le plan des règles juridiques et pas nécessairement une primauté sur le plan des valeurs ou des principes. Dans l'arrêt MédiaQMI inc. c. Kamel, la Cour suprême réitère que la « Cour a rejeté la théorie selon laquelle les tribunaux devraient interpréter les lois de manière à les rendre conformes aux principes ou aux valeurs de la Charte canadienne, sauf pour trancher une ambiguïté qui persisterait à la suite de l’application de la méthode d’interprétation contextuelle ».
Cependant, en droit administratif, les valeurs de la Charte doivent obligatoirement être prises en considération dans l'exercice du pouvoir discrétionnaire d'un décideur. Un décideur administratif qui prendrait une décision sans aucunement tenir compte des valeurs de la Charte risquerait de voir sa décision annulée par un tribunal. En vertu d'une règle établie dans l'arrêt Doré c. Barreau du Québec, les valeurs de la Charte doivent être considérées même si les droits de la Charte n'interviennent pas dans une situation donnée.

## Place du droit international dans la hiérarchie des sources de droit
En ce qui concerne la place du droit international dans la hiérarchie des sources de droit, il est couvert par les règles de dualisme et monisme en droit international. En droit canadien, le dualisme est la règle en matière de droit international des traités, tandis que le monisme avec prépondérance du droit interne est la règle pour le droit international coutumier. Concrètement, cela signifie que le juge canadien va refuser de donner effet en droit interne à un traité qui n'a pas fait l'objet d'une loi de mise en œuvre. Il faut une loi de mise en œuvre pour que le traité international soit applicable, sauf s'il s'agit d'un traité n'ayant absolument aucun effet en droit interne comme un traité d'entraide internationale par exemple. Quant au droit international coutumier, il est automatiquement disponible au juge canadien, il n'a pas besoin de faire l'objet d'une loi de mise en œuvre, car en vertu de la thèse volontariste, le droit coutumier est accepté implicitement par la pratique des États et par l'opinio juris. Cela dit, bien qu'il soit automatiquement disponible conformément au monisme, le droit international coutumier n'est pas automatiquement applicable en droit canadien, car en cas de conflit entre le droit interne et le droit international, le juge canadien doit appliquer le droit interne.
En résumé, si une convention internationale a fait l'objet d'une loi de mise en œuvre, elle équivaut à une loi (niveau 2 dans la pyramide), tandis que d'après l'arrêt Nevsun Resources Ltd. c. Araya de la Cour suprême du Canada, le droit international coutumier peut être comparé à la common law du droit international, donc il se situerait au niveau 4 de la pyramide (la jurisprudence) lorsqu'il n'est pas contredit par les lois et règlements du droit interne canadien. Dans l'arrêt Nevsun, la Cour suprême affirme que « le fait que le droit international coutumier fasse partie de notre common law signifie qu’il doit faire l’objet du même respect que tout autre droit ».